# Ruta Nacional 281 (Argentina)
La Ruta Nacional 281 es una carretera argentina asfaltada, que se encuentra en el noreste de la Provincia de Santa Cruz. En su recorrido de 126 kilómetros une la ciudad de Puerto Deseado con el km 1995 de la Ruta Nacional 3, fue construida en 1954 en el marco del Segundo Plan Quinquenal durante el gobierno de Juan Domingo Perón Prácticamente en toda su extensión esta ruta discurre en paralelo a las vías del Ferrocarril Patagónico que unía las localidades de Puerto Deseado y Las Heras (ramal que hoy en día se encuentra clausurado y abandonado).

## Localidades
Las ciudades y pueblos por los que pasa esta ruta de sudeste a noroeste son las siguientes (los pueblos con menos de 5000 habitantes figuran en itálica).

### Provincia de Santa Cruz
Recorrido: 126 km (kilómetro 0 a 126).
- Departamento Deseado: Puerto Deseado (kilómetro 0-2), Tellier (km 18) y Jaramillo (km 119).